# Zebina laevigata
Zebina laevigata är en snäckart som först beskrevs av C. B. Adams 1850.  Zebina laevigata ingår i släktet Zebina och familjen Rissoidae. Inga underarter finns listade i Catalogue of Life.